# Лакия
Ла́кия (лак. Лак, Лакрал кӏану, Гъумук) — более позднее наименование этнотерритории лакцев в центральной части нагорного Дагестана, которое исторически известна под названием Гумик или Туман. 
Термин «Лакия» впервые появился в трудах XX века. А до этого, исторически известный как Гумик, а позже как Газикумух, впервые был упомянут как «Лак» в 1864 году бароном П. К. Усларом, а другой русский военный, А. В. Комаров уже в 1869 году просто назвал «страной лаков». Также известный лакский учёный Али Каяев пишет 
что всю область Лакии исторически называли Кумухом.  Кумух и Вачи являются двумя административными центрами Лакии, которая состоит из Лакского и Кулинского районов.

## История

### Древние времена
По мнению лакских историков Б. Бутаева и Р. Маршаева, историческая прародина лаков находилась в северной части Месопотамии, в долинах реки Евфрат. Они предполагают, что лакцы могли попасть на свою позднейшую территорию (в Дагестан) лишь с Юго-Западной части Кавказа.

### Средневековье
В VI веке горный Дагестан вошел в состав Персии. Хроника сообщала, что правитель Персии Хосров I Ануширван «построил город в Кумуке и назначил [там] правителя из своего рода» и что «правители Кумука из рода Нуширвана». Династия правителей Кумуха была в родственных связях с царской семьей Ануширвана. Хосрех был крепостью построенной Хосровом I, где правитель Гумика имел резиденцию. В VI в. правители Персии были в союзе с правителями Гумика против хазар. Исследователь Лавров упоминал (Лакию) и как Гумик.

### Средние века
Важным этапом в истории лакцев был приход арабов в Дагестан. После длительных арабских нашествий в 734 году в Гумике правителем стал араб-шамхал. В 778 году в столичном Кумухе была построена джума-мечеть. Бахадур Гамзатович Малачиханов отмечал, что «Кумух является крупнейшим этапом на великом древнем пути народов и, как таковой, привлекая к себе внимание, должен был ещё в очень ранний период арабских завоеваний на Кавказе сделаться самом деле предметом яростной исламистской экспансии, направленной к северу». В 1240 году Кумух подвергся нашествию монголо-татар. В конце XIV века шамхал вел войну с Тамерланом.
В XV веке с упадком влияния государства Золотой орды на Северном Кавказе, шамхал Гази-Кумуха утвердил свою власть в северном Дагестане, а на юге противостоял территориальной экспансии Ирана. В XVI веке правитель Гази-Кумуха именовался иранским титулом падишах. В XVII веке анти-шамхалькая коалиция, включавшая Иран, Турцию и Россию, стремилась к упразднению власти правителя Гази-Кумуха. В 1642 году титул шамхал перешёл из Гази-Кумуха к князьям из шамхальской ветви в Тарках.

### Новое время
Алибек II создал Газикумухское ханство. Газикумух разбивалась на шесть магалов, или владений как: «Ккуллал», «Ури-Мукарки», «Маччайми», «Вицхи», «Гумучи» и «Бартки». Газикумухский «кьатl» являлся высшим органом власти. В 1710 году правитель Гази-Кумуха Сурхай-хан I консолидировал Газикумух в единое государство и создал регулярную армию. В 1728 году Сурхай-хан I стал правителем Ширвана. В 1820 году с захватом Гази-Кумуха, ханство стала частью России".

## Правители

### Шамхалы
Шахбал ибн Абдулла (734), Бадр-шамхал I (1295—1304), Ахсувар-шамхал I (1320), Сурхай-шамхал I (1510), Умал Мухаммад-шамхал I (1551), Будай-шамхал (1566—1567), Сурхай-шамхал I (1567—1569), Чопан-шамхал (1569—1578), Сурхай-шамхал II (1605—1614), Андий-шамхал (1614—1623), Ильдар-шамхал (1623—1635), Айдемир-шамхал (1635—1640).

### Ханы
Халклавчи Алибек II (1642—1700), Сурхай-хан I (1700—1741), Муртазали-хан (1741—1743), Мухаммад-хан (1743—1789), Сурхай-хан II (1789—1820), Аслан-хан (1820—1836), Нуцал-Ага-хан (1836—1836), Мухаммад-Мирза-хан (1836—1838), Умму Кулсум-ханум (1838—1841), Абдурахман-хан (1841—1847), Аглар-хан (1847—1859), Джафар-хан (1877—1877).

## Географическое положение

Карта расселения лакцев в Дагестане. Ярко-красным цветом обозначается непосредственно территория Лакии в нагорном Дагестане.

Лакия представляет собой треугольник с несколько закругленными боками, обращенный своей вершиной к северу, а основанием к югу. Вершиной этого треугольника является Цудахарское ущелье. Боковые стороны этого треугольника составляют так называемые поперечные кавказские хребты.
Восточную сторону составляют Каринско-кундинские горы, Али-гора, Шунудаг, и Кулинско-хосрехский хребет. Западную сторону составляют плато Турчидаг, Шалинский хребет, и Арчаварский хребет. Основанием треугольника служат горы Дультидага и Кукминские горы.
Российский генерал А. В. Комаров (1869 г.) писал: «Страна лаков состоит из множества ущелий, соединяющихся в одно верстах в 3 ниже главного селения Гумука; от долины Самура она отделяется высоким хребтом, параллельным главному Кавказскому хребту, многие вершины которого покрыты вечным снегом и сообщение чрез который возможно только в летние месяцы, такие же хребты, но несколько ниже, отделяют лаков от соседей — кюринцев, даргинцев и аварцев».

## Население
В дореволюционный период, социальный состав лакских селений был неоднообразным, в них жили чанки – дети ханов от браков с местными узденками, уздены - вольные горцы, раяты (зависимые крестьяне, в основном посаженые на землю потомки военнопленных и парабощенные ханами сельчане) и лаги или же лагхарт (рабы).
Крупнейшие население пункты Лакии Кумух, Кули, Хосрех, Вихли и др.
Население учитывается по двум районам. На 2015 год 23,223 чел. По национальному составу лакцы являются абсолютным большинством ~97%, вторыми идут даргинцы и следом аварцы.

## Населённые пункты
В Лакском и Кулинском районах расположено около 60 лакских селений, большая часть которых находится внутри указанного треугольника, представляющего собой бассейн Казикумухского Койсу. Между горными цепями простираются высокогорные плато, средний уровень которых составляет 1400—2000 метров. Лесов в Лакии мало. Скорее всего, что они были вырублены для увеличения площадей пастбищ для домашнего скота.
Территория расселения лакцев не разделена труднодоступными горными хребтами или водными преградами. В течение своей истории (Газикумухского шамхальства, ханства, и округа) все лакцы находились в составе одной политико-административной единицы «Лак», с политическим, экономическим и культурным центром в Кумухе.

## Светское образование

### Школы
В 1861 году в Кумухе была открыта светская школа в которой обучались русскому языку и элементарной арифметике. В октябре 1912 года открылись две мужские сельские школы в Унчукатле и Кая, где обучалось 27 и 50 учащихся. Через год были открыты одноклассные мужские школы в Цовкре, Куме и Куркли. Виднейшим представителем просветительного направления в Дагестане в начале XX века являлся Сайд Габиев из Кумуха, ставший впоследствии одним из видных руководителей Дагестана.
До начала репрессий во многих населены пунктах Лакии за места светских сел, существовали медресе где обучались дети. В период репрессиий 1930-х годов мечети и медресе были закрыты.
В 1967 г. в с. Кумух была открыта детская музыкальная школа. Первым директором стала выпускница Махачкалинского музыкального училища Абакарова Зинаида. В школе обучали играть на фортепиано и народных инструментах. В 1990 г. в этой школе было открыто отделение хореографии, работавшее в течение 6 лет. В 1996 г. школа была названа именем выдающейся лакской певицы Марьям Дандамаевой. В 2003 г. музыкальная школа была реорганизована в Школу искусств, в которой стали функционировать также ювелирное и хореографическое отделения. Кумухский хореографический ансамбль «Озорные девчата» представлял район в телевизионных передачах «Радуга-дуга», «Звезды Дагестана», «Перепелочка», а на ежегодном конкурсе «Сабля Шамиля» несколько лет подряд занимал 1-е место. В 2006 г. ансамбль стал лауреатом фестиваля «Щунудаг» и обладателем диплома III степени республиканского конкурса «Очаг мой — родной Дагестан». В 2008 г. на V международном конкурсе молодых исполнителей в г. Сочи ансамбль занял II место.

### Родной язык
Литературный язык стал складываться у лакцев ещё в XV в. В начале XVIII в., на лакский язык был переведён с персидского и арабского языков ряд произведений как историческая хроника «Дербент-наме» и медицинский трактат «Ханнал мурад» (Желание хана). Обучение детей в Кумухе лакской грамоте на русском языке, в отличие от ранее арабского языка, стало возможным в результате неутомимой деятельности П. К. Услара по составлению лакского букваря вышедшего в 1865 году. Первым преподавателем лакского языка был ученик и друг П. К. Услара уроженец села Куркли Абдулла Омаров. Услар писал что А. Омаров «молодой человек, весьма даровитый и трудолюбивый, с которым я мог свободно объясняться по-русски. Теперь он без малейшего затруднения пишет на своем языке и усвоил грамматическое понимание его. На него вся надежда в отношении распространения письменности между лаками».
При советской власти лакский язык получил статус литературного языка, за ним были закреплены функции языка обучения и изучения. Лакский язык успешно стал функционировать как язык обучения в начальной школе, в средней школе, средних специальных и высших учебных заведениях. Были написаны учебники лакского языка Г.-Г. Гитинаевым, Али Каяевым, Г. Б. Муркелинским (впоследствии первый доктор филол. наук на Северном Кавказе) и др. Гарун Саидов (писатель послеоктябрьской эпохи, род. в селении Вачи в 1891, расстрелян деникинцами в Кумухе в 1919) основал лакскую газету «Илчи», был автором ряда стихотворных и прозаических произведений и первой социальной драмы на лакском яз. — «Калайчитал». Им написан сборник стихов «Звуки лакской чунгуры» (1927), повесть «В народ». Из лакских поэтов послеоктябрьского периода были Ахмед Каради Заку-Задэ (Курди), Ибрагим Халил Курбан Алиев, Абакар Мудунов, Магомед Башаев. Гадис Гаджиев и Муеддин (Мурада) Чаринов перевели на лакский язык некоторые работы Пушкина, Лермонтова, Гейне, Шекспира и др.

## Народное искусство

### Ремесло
Культура лакского народа богата берущими своё начало в глубине веков, так и современными традициями, фольклором и народными промыслами. Археологические данные свидетельствуют об обработке металла в Кумухе и соседних территориях с середины 1 тыс. до н. э. Согласно А. С. Пиралову, оружейный промысел в Дагестане возник в VII в., когда в Дагестан были переселены из Фарса оружейники, которые распространили оружейное дело в Казикумухском и Даргинском округах.
Искусство обработки драгоценных металлов кустарным способом встречается у многих народов Кавказа и в немалой степени у лаков. Например, в Казикумухском округе обработкой золота и серебра занимались в 55 аулах из 100. Ювелирными центрами Лакии были селения Кумух, Хурукра, Унчукатль, Кая, Куркли, Ницовкра, Дучи, Читур, Чуртах, Чара и др. Исследователи выделяют Кумух (Гази-Кумух), который славился оружейным искусством, мастерством в отделке различных изделий серебром, золотом, слоновой костью и эмалью. Лакские оружейники считались одними из лучших на Кавказе, из них тухумы Чаргада (XVII—XVIII вв.), Акиевы (XVIII в.), Гузуновы (XVII—XIX, нач. XX вв.), Малла-Омаровы (XVII—XX вв.). В 1886 г., в Казикумухском округе насчитывалось 608 мастеров-серебряников и 276 кузнецов.

### Театр
В Дагестане функционирует Лакский государственный музыкально-драматический театр имени Э. Капиева, который берёт своё начало с любительского кружка лакской интеллигенции селения Кумух, открывшегося в 1914 году. В 1920 г. лакский театр назывался Советским театром имени Саида Габиева. В начале 1935 г. решением Обкома ВКП(б) и Совнаркома Дагестанской АССР был открыт Дагестанский Лакский драматический театр им. Э.Капиева. Основателями театра были И. Балугов, А. Джалалов, А. Алиев, А. Гунашев, Г. Буганов, З. Султанов, А. Гусейнов и М. Рамазанова. В 2001 г. спектакль «Парту-Патима» М. Алиева стал лауреатом Республиканской государственной премии в области театрального искусства им. Г. Цадасы (режиссёр В. Эфендиев). В 2004 г. министерство культуры РФ и Министерство культуры РД наградили Лакский театр дипломом фестиваля «Поэтический театр Дагестана», за жанровое обогащение театрального искусства Дагестана — постановку мюзикла «Колесо жизни». В Лакии проводятся смотры старинной лакской песни Щаза из Куркли, смотр самодеятельного художественного творчества посвящённый Парту Патиме, и фестиваль песни Шунудаг. Все мероприятия записываются на видео и демонстрируются по местному телеканалу «Лакия», а порой по дагестанскому телевидению.

### Фольклор
В лакском фольклоре героический эпос восходит к эпохе феодализма. Подчеркиваются подвиги героев походов на грузин, участников борьбы с Ираном и Россией. К героическому эпосу относятся такие произведения как «Партувалил Патимат», «Моллачул Иса», «Даддакал Балай», «Казамиль Али», «Париль-Мисиду» и др. Лакской сказке характерны традиционные зачины — «Были не были» и концовки — «Так они дошли до цели». Широко распространены пословицы (учальартту), в которых отразилась «житейская мудрость» старого общества — «Не оставляй хлеба, хотя б ты был сыт, не оставляй бурку, хотя нет дождя». Для развлечения употребляются загадки (ссигри) — «В одной бочке два разных напитка» (яйцо), «От ходьбы не устает, от еды не наедается» (мельница). Поговорки (учай махъру), проходя мимо работающих, говорят — «вам будет удача», мимо молотящих — «да будет много», при каком-либо несчастном случае — «да охранит вас от несчастья», за столом лакцы говорят — «пусть дойдет до тебя добро» (къинсса бияннав).

### Памятники
Каринские и Варейские наскальные изображения, остатки древнейшего городища, старинные каменные сооружения. В общей сложности в Лакском районе имеется 114 памятников истории, культуры и архитектуры. Из них 40 памятников архитектуры, 1 — монументального искусства. В Кумухе имеется древняя подземная система водоснабжения, шамхальское и йеменское кладбища, надгробная стела Муртазали-хана. В селе Чукна находится жилой дом Сулеймана Чупалова, который в начале XX века был главным судьей Дагестана и встречался в городе Дербенте с царем Николаем II, жилой дом поэтессы Шазы Курклинской в селе Куркли. Из крепостей существовавших в столице Лакии, привлекает внимание бастион, построенный на кумухской возвышенности Гурда (Гурда-бакӏу). В этом бастионе жили Казикумухские правители. От Гурда произошло название лакского старинного холодного оружия гурда-тур.

### Торжества
В 2002 году Лакский район отмечал свой 80-летний юбилей со дня образования. На юбилейных торжествах принимали участие первый заместитель председателя Правительства РД Мухтар Меджидов, лётчик-космонавт, герой Советского Союза, депутат Государственной Думы Муса Манаров, Председатель НБ РД Банка России Сиражудин Ильясов, главы администраций городов и районов Дагестана, а также известные исполнители лакской песни. Глава МО «Лакский район» Юсуп Магомедов отметил: «Лакия — уникальнейшее образование на территории центральной части Нагорного Дагестана». В национальной библиотеке имени Р. Гамзатова состоялась презентация книги Мусаннипа Увайсова «Лакия». Презентацию посетили представители интеллигенции, ученые, видные деятели культуры, искусства, науки, образования Дагестана.